# Ramsholt
Ramsholt är en by och en civil parish i distriktet East Suffolk, Suffolk, England. Parish har 32 invånare (2001). Den har en kyrka.